# Cova del Reclau Viver
La Cova del Reclau Viver és un dels jaciments que actualment forma part del Parc de les Coves Prehistòriques de Serinyà, situat a Serinyà (Pla de l'Estany), declarat bé cultural d'interès nacional.
El Dr. Josep Mª Corominas, de professió metge, el va començar a excavar el 1944. Per primera vegada a Catalunya s'excavava una cova amb un registre molt complet de l'home de Cromanyon, concretament les cultures anomenades aurinyacià (39.000 - 29.000 anys d'antiguitat), gravetià (d'entre 28.000 i 21.000 anys d'antiguitat); i solutrià (d'entre 20.000 i 15.000 anys d'antiguitat.

## Situació geogràfica i geològica
La Cova del Reclau Viver és un dels jaciments arqueològics d'un indret conegut com el paratge del Reclau, situat en un dels extrems de travertí de l'antic llac d'Epolles. Es troba a Serinyà, un poble de la comarca de Banyoles, al nord-est de Catalunya. El paratge del Reclau es troba a 4km al nord de Banyoles, i actualment està inclòs en el Parc de les Coves Prehistòriques de Serinyà.
Al paratge del Reclau es troba un conjunt de jaciments, que en conjunt suposen una seqüència cronològica d'època prehistòrica molt llarga, rica i representativa. Les cavitats principals són la cova de l'Arbreda, la cova de Mollet, la cova del Reclau Viver i la cova d'en Pau. De menor importància, però també bons jaciments arqueològics, són l'Arbreda II, Mollet III i el cau del Roure. Totes les coves s'obren en una franja de travertí de cascada carstificat. El travertí de cascada d'aquest indret es va formar per la precipitació del carbonat càlcic (CaCO3) que transportaven les aigües superficials que davallaven en forma de cascades i rierols des del pla d'Usall fins al Serinyadell. Aquest primer procés va generar espais coberts per voltes naturals de travertí. Posteriorment el travertí es va carstificar i van aparèixer orificis de diferents mides.
Pel que fa al context geològic, la cova del Reclau Viver així com les altres coves del Reclau es troben al marge oest del pla d'Usall, una de les unitats morfològiques que formen la conca lacustre de Banyoles-Besalú. Aquesta conca està situada entre les comarques naturals de la Garrotxa a l'oest, formada per relleus eocènics, de l'Empordà a l'est i al sud, una depressió reomplerta de materials neògens i quaternaris, i l'Alta Garrotxa al nord, un massís eocènic que forma part del Pre-Pirineu. El pla d'Usall és un pla estructural format per calcàries d'origen lacustre plio-quaternàries, cobertes per un sòl bru de terra rossa.

## Descobriment i historiografia del jaciment
Durant el mes de desembre de 1943 el Dr. Corominas va examinar les coves del Reclau Viver. La primera campanya d'excavacions, dirigida pel mateix Corominas, tingué lloc el 21 de març de 1944 un cop obtinguda l'autorització de la Comissaria General d'Excavacions, i acabà el 13 de setembre del mateix any. El 1945 es realitzà una segona campanya, dividida en dues fases: del 15 de febrer al 24 de març, i del 6 de setembre al 9 d'octubre. La tercera campanya d'excavacions tingué lloc el 1946, també en dues fases: del 25 de febrer al 3 d'abril i del 26 d'agost al 3 d'octubre. La darrera campanya es va dur a terme en 1947.

## Descripció
La cova del Reclau Viver des del Paleolític fins avui dia ha sofert grans modificacions. Presenta dos sectors ben diferenciats: L'un, el vestíbul, presenta una cavitat amb el sostre sencer; l'altre sector, anomenat corredor, no té sostre, es va enfonsar segurament en finalitzar el període Solutrià, el que va permetre que diferents capes arqueològiques restessin intactes, de manera que en el corredor s'han identificat nivells de les cultures aurinyacianes, gravetianes i solutrianes, no observables en el vestíbul. El vestíbul fou utilitzat com a cova sepulcral durant el Neolític, edat del Ferro i època romana, amb els sediments barrejats. El corredor fou dividir per Corominas en tres sectors per tal de facilitar els treballs d'excavació.Les dimensions de la cova són de 16 metres de llarg per uns 3 metres d'ample.
L'estratigrafia seguida a les excavacions del Dr. Corominas va ser d'estrats artificials de 20cm.
- Fins a un metre, blocs i deixalles neolítiques.
- 1-2 metres, abundància de blocs i restes mesolítiques.
- 2-2,20 metres, estèril.
- 2,20-3 metres, terra fosca amb abundants ossos i útils de sílex corresponents al Solutrià superior.
- 3-3,20 metres, continua el Solutrià, amb abundància de petxines marines.
- 3,20-3,40 metres, estèril.
- 3,40-4 metres, terra negra altra vegada, amb abundants ossos fòssils, alguns d'humans, i estris gravetians.
- 4-4,40 metres, terra clara i poc utillatge.
- 4,6-5 metres, Aurinyacià amb poc utillatge i alguna peça amb os.